# مجموعة سكك حديد الصين
مجموعة سكك حديد الصين المعروفة باسم CREC (وهي اختصار لسلفها والشركة الأم تشاينا ريلنج إنديا كوربوريشن ) هي شركة بناء صينية مدرجة في بورصتي شانغهاي وهونج كونج . المساهم الرئيسي في الشركة هو شركة السكك الحديدية الصينية المملوكة للدولة (CRECG).
من حيث الإيرادات ، تعد CREC أكبر شركة إنشاءات في العالم في سجل أخبار الهندسة لعام 2015 «أفضل 225 مقاولًا عالميًا».  في عام 2016 ، احتلت CRECG المرتبة 57 بين
فورتشن غلوبال 500  والمركز السابع بين أفضل 500 شركة صينية.

## مجالات العمل
تمتلك حصة كبيرة من سوق البناء الصيني وتشارك في العديد من مشاريع البنية التحتية الكبيرة في الخارج (خاصة في دول جنوب شرق آسيا وأفريقيا ). بالإضافة إلى الأعمال الأساسية للبناء ، تقوم الشركة بأعمال المسح والتصميم والتركيب والتصنيع والبحث والتطوير والاستشارات الفنية وإدارة رأس المال والأنشطة الاقتصادية والتجارية الدولية.

## روابط خارجية
- الموقع الرسمي (بالصينية) (بالإنجليزية)